# 樫野有香
樫野有香（日语：／ Kashino Yuka，1988年12月23日—）是出身自日本廣島縣的歌手。流行電子音樂組合Perfume的成員。暱稱是Kashiyuka（かしゆか）。畢業於堀越高等學校。與成員大本彩乃（Nocchi）就讀於同一所大學，畢業於2011年3月。成員會用「Kasshi（かっしー）」或「Yukachan（ゆかちゃん）」來稱呼她。常用的第一人稱則以「Yuka（ゆか）」或「Yukachan（ゆかちゃん）」為主。身高161cm。髮型是長直髮。

## 來歷

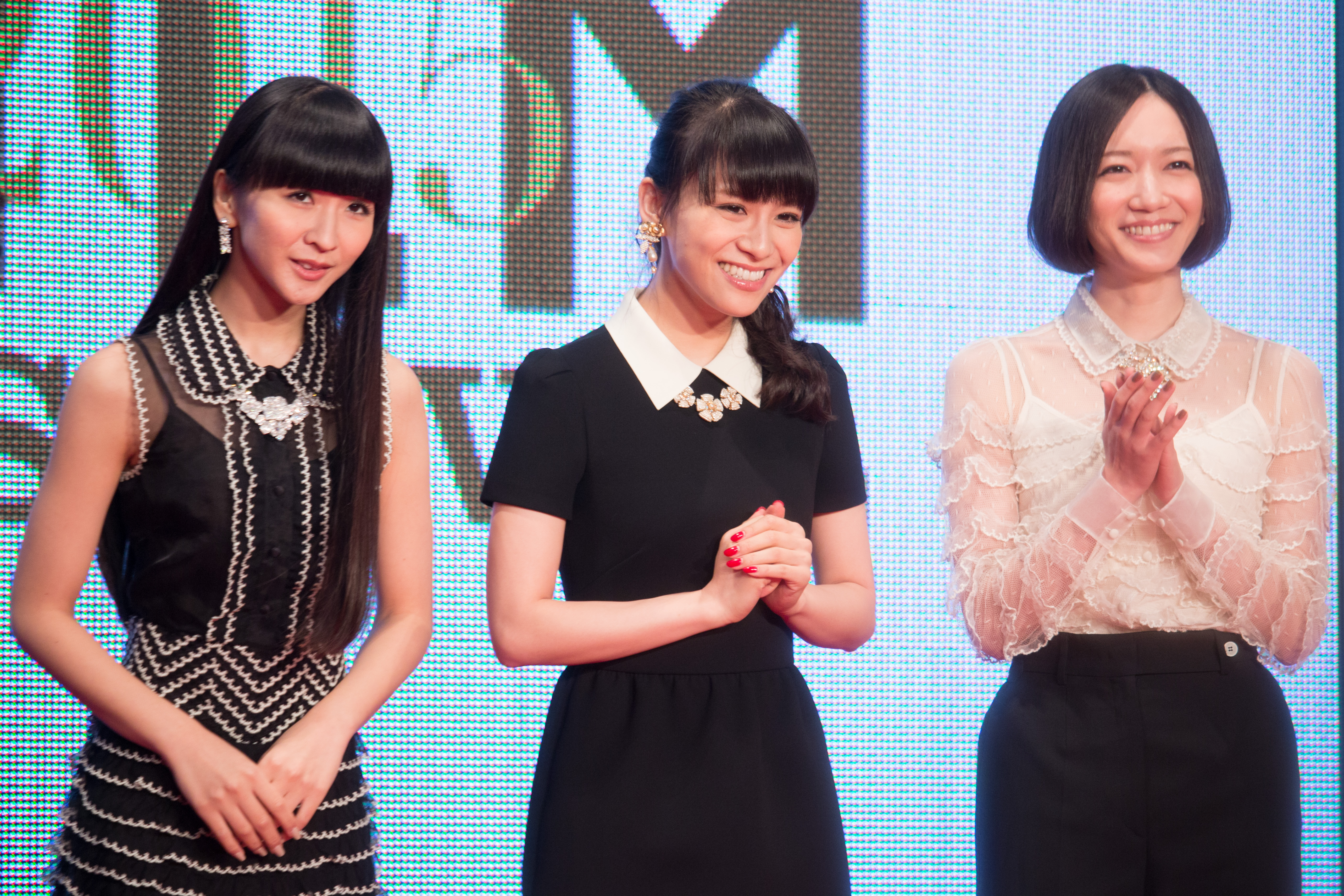
第28屆東京國際影展開幕式 A-chan Nocchi Kashiyuka (香水) (We Are Perfume)

1988年於廣島縣出生，小時候經常搬家，5至7歲時住在北海道函館市，之後搬到廣島市。與Perfume的西脇綾香是因為參加某間演藝學校的入學考試而互相認識。在大本彩乃加入Perfume之前，兩人是完全不認識的。
在小學5年級的時候，和哥哥一起到廣島演藝學校參加面試。進入演藝學校前一直在學游泳。

## 人物
- 非常不愛吃蔬菜，後來用經紀人送給她當做生日禮物的摩洛哥鍋煮燉菜之後開始漸漸接受蔬菜。其他飲食習慣包括喜歡味道濃厚的食物、只喝常溫的碳酸飲料和很喜歡碳水化合物。
- 很喜歡吃冰淇淋，在自己的簡介上曾寫過「興趣：吃冰淇淋」。
- 喜歡動物，就算是是第一次看見的動物也會去抱住。在空閒時就去逛寵物店。在家裏養兩隻倉鼠。
- 喜歡的類型是瘦削，皮膚白，略微病態，比自己年紀大的男生。
- 不喜歡唱卡拉OK，不是說唱的不好，而是出於害羞，所以在聚會時通常也坐在角落拍鈴鼓。
- 在Perfume成立不久，她們的歌迷還很少的時候，在一次Perfume的握手會上，一個歌迷在樫野面前說道「對不起，我有女朋友了，所以我不當你們的歌迷了」，樫野聽到後抓住他說「請不要這樣，你這樣我們真的很為難。」
- 興趣是照相，經常攜帶。《Fan service 〜bitter〜》演唱會DVD附送的小冊子裏面就有她拍攝的作品。夢想是出一本自己拍攝的作品寫真集。
- 私底下比較喜歡穿黑白色調的衣服。舞台服裝則常出現熱褲搭靴子這樣的組合。至於裙子是以短裙為主。
- 曾在一次訪談中表示若服裝（演出服）的裙子越來越短會感到有些辛苦，因為自身的腿不會變長。
- 喜歡和孩子交流，在武道館演唱會的談話時間裡可看到她和5歲的小孩聊天。
- 2010年元旦開始，她開始挑戰每天更新她的部落格。
- 她最愛的漫畫是《JOJO奇妙冒險》，也和其作者荒木飛呂彥做過訪談。
- 消化速度極快，有時一天要吃4、5餐。

## 資料來源
1. ↑  Perfumeのドッキ・ドキ・オンエア 第04回 2004年8月27日における発言。本人は、広島が一番好きだから、広島出身で良いと述べている。
2. ↑  First Tour"GAME"場刊。
3. ↑  NHK『トップランナー』2008年4月14日放送分で、樫野自身が「西脇とは「このスクールに入ろう」と約束していたにもかかわらず、広島アクターズスクールで再会してお互い気まずかった」という後日談付きで述べている。
4. ↑  livedoorニュース. . 2008-01-18  [2009年6月18日]. （原始内容存档于2020-12-08）.

## 關連項目
- Perfume
- 大本彩乃
- 西脇綾香
- Amuse